# Las (Żywiec)
Pour les articles homonymes, voir Las.
Las est une localité polonaise de la gmina de Ślemień, située dans le powiat de Żywiec en voïvodie de Silésie.